# Kandra
Kandra is een census town in het district Saraikela Kharsawan van de Indiase staat Jharkhand. 

## Demografie
Volgens de Indiase volkstelling van 2001 wonen er 6815 mensen in Kandra, waarvan 53% mannelijk en 47% vrouwelijk is. De plaats heeft een alfabetiseringsgraad van 61%. 

## Foto's

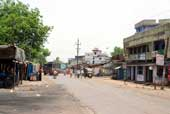
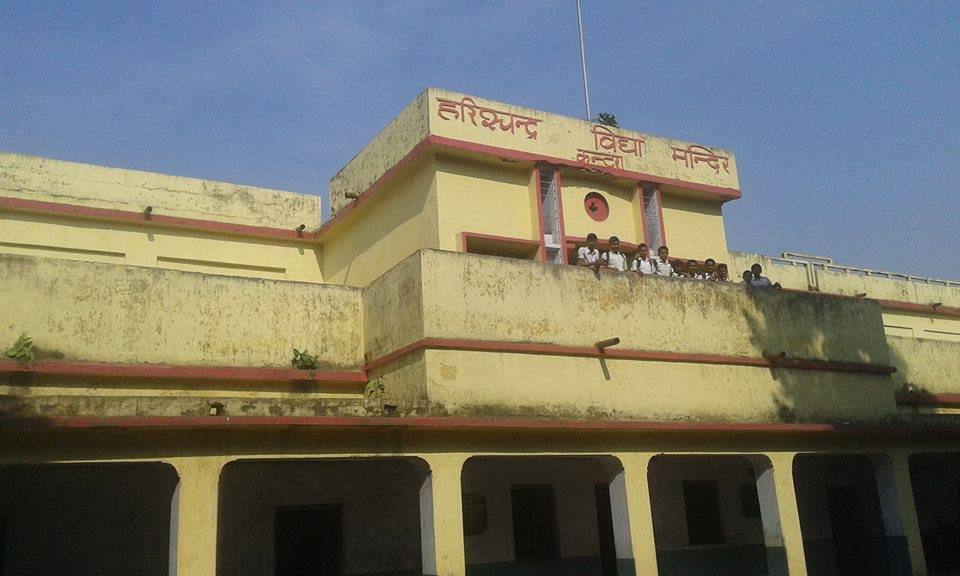